# Listrognathus armatus
Listrognathus armatus är en stekelart som först beskrevs av Cameron 1905.  Listrognathus armatus ingår i släktet Listrognathus och familjen brokparasitsteklar. Inga underarter finns listade i Catalogue of Life.